# Martín Yeza
Martín Iván Yeza (Buenos Aires, 3 de enero de 1986) es un periodista y político argentino, miembro del PRO. Actualmente se desempeña como Diputado Nacional por la Provincia de Buenos Aires. Fue intendente del Partido de Pinamar durante dos mandatos consecutivos (2015‑2023), reconocido por su agenda de modernización institucional y educativa.

## Formación académica
Es Licenciado en Geopolítica y Estrategia por la Universidad Maimónides y posee una diplomatura en Administración y Políticas Públicas por la Universidad de San Andrés.

## Biografía
Nació en la Ciudad de Buenos Aires y se crio en Pinamar. Estudió Derecho en la UBA y trabajó como periodista en Infobae y coeditor de Política Diagonal. Fue asesor del diputado Felipe Solá en la Cámara de Diputados y Coordinador de Políticas de Juventud en la Ciudad de Buenos Aires durante la gestión de Mauricio Macri.

## Gestión en Pinamar (2015–2023)
Con 29 años fue electo intendente de Pinamar en 2015, siendo reelecto en 2019. Su gestión fue reconocida por promover la modernización del municipio, digitalización de trámites, reformas urbanísticas y políticas educativas que incorporaron robótica y programación en las escuelas públicas. Pinamar fue premiado a nivel nacional por sus avances en innovación municipal.

## Actividad en inteligencia artificial
En 2024 fue anfitrión del primer Congreso de Inteligencia Artificial en la Cámara de Diputados de la Nación Argentina, en conjunto con el Parliamentary Track del Foro de Gobernanza de Internet (IGF) de las Naciones Unidas. Se realizó la “Cumbre regional de parlamentarios: inteligencia artificial y la agenda latinoamericana”, con el objetivo de compartir experiencias legislativas y fomentar una regulación responsable de la IA.

## Actividad legislativa
Como Diputado Nacional ha impulsado proyectos legislativos enfocados en innovación, modernización estatal, regulación de nuevas tecnologías y fortalecimiento institucional. Entre ellos:
- Modificación de la Carta Orgánica del BCRA – autoriza al Banco Central a incorporar Bitcoin en sus reservas y participar en actividades de minado.
- Creación de Sociedades de Responsabilidad Limitada Unipersonales (SRLU) – facilita la formalización de emprendimientos individuales con responsabilidad limitada.
- Desregulación de pagos de remuneraciones (“cuentas sueldo”) – amplía las opciones para que trabajadores elijan plataformas virtuales para percibir su salario.
- Ley de Portabilidad Financiera y Perfil Bancario Único (PBU) – establece el derecho a trasladar servicios financieros entre entidades y acceder al historial bancario completo.
- Reforma del Código Penal – Delitos digitales e identidad digital – tipifica delitos como violencia digital, robo de identidad, deepfakes y fraudes con IA.
- Programa Iniciativa Argentina (IA) – impulsa el desarrollo industrial con uso intensivo de ciencia y tecnología, fomentando el arraigo de capital humano y la exportación.
- Reforma sobre desalojos y usurpaciones – establece un procedimiento judicial ágil ante conflictos por ocupación ilegítima de inmuebles.
- Regulación de billeteras digitales para menores de edad – introduce estándares de protección y trazabilidad para el uso financiero adolescente.